# Headbanging

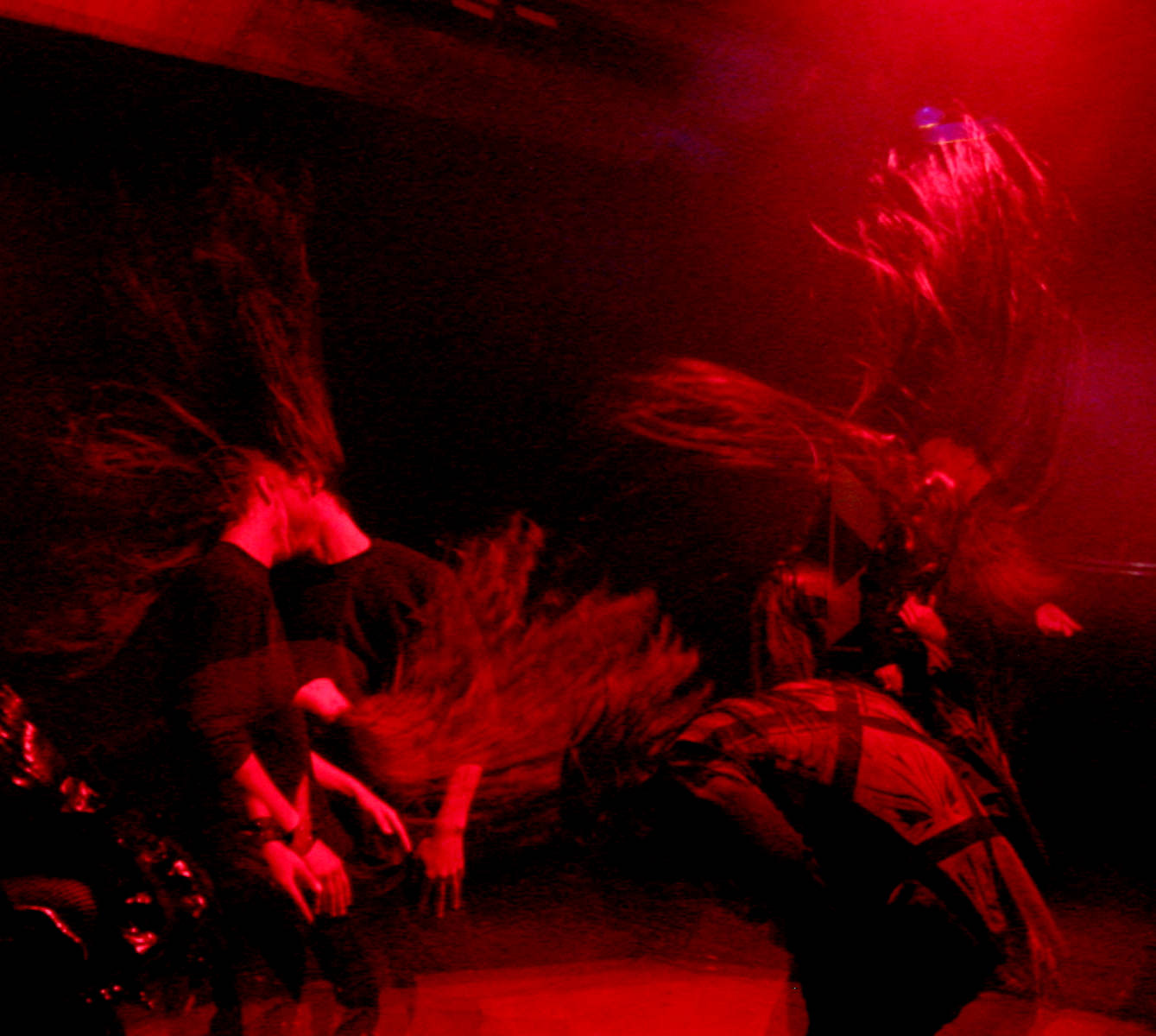

El headbanging es un tipo de movimiento que consiste en la sacudida violenta de la cabeza al ritmo de la música, por lo general, en el heavy metal, aunque han existido danzas muy similares que se han llevado a cabo con otros estilos musicales desde hace mucho tiempo (para inducir a un trance o estado); como por ejemplo, el dubstep, ya que es uno de los subgèneros con estilo duro, provenientes de la Música electrónica de carácter pesada . Es visualmente más efectivo cuando la persona que lo realiza tiene el cabello largo. Suele hacerse mientras se forma la mano cornuta.
Ian Gillan es citado como el primer cantante de hard rock-heavy metal en utilizar el headbang, así como en utilizar el menear la cabellera en círculos.

## Orígenes
El término "headbanger" fue inventado por Led Zeppelin en su primer tour por Estados Unidos en 1968. En el transcurso de un concierto en Boston, la audiencia que se encontraba en la primera fila sacudía sus cabezas al ritmo de la música. Lemmy Kilmister, de Motörhead, dijo durante una entrevista para el documental "La declinación de la civilización Occidental II: Los años del metal", que el término "Headbanger" podría haber sido originado en el nombre de alguna banda, como "Motorheadbanger", aunque esto es poco probable.
Status Quo a comienzo de los años 70, fue una de las primeras bandas de hard rock en sacudir la cabeza en el escenario.
En su mayoría, las personas que hacen estos bailes se identifican con la cultura underground, la Anarquía y/o al movimiento punk, o a sus derivados, como son las subculturas propias de ellas; ya que estas se han enraizado con el transcurrir del tiempo; en las cuales su intención por lo general es la protesta, suelen hacerlo presencialmente, así como también, utilizando como medio a la música, convirtiendo la suya en música protestante, manifestante o demandante. También es muy característico por gran parte de ellos, su rechazo hacia la prensa basura por ser sensacionalista, direccionalista, farandulera, manipuladora, constringente, mediática, etc. Ya sea que cuente alguna, con una, varias, o todas estas características.

## Estilos
Existen varios estilos de headbanging, incluyendo:
- Arriba y abajo: El estilo más común,  involucra el movimiento de cabeza hacia arriba y hacia abajo. Fue utilizado varias veces por Axl Rose, cantante de la banda hard rock Guns N' Roses.

- Arriba y abajo incluyendo el torso:  variación más violenta del arriba y abajo, en donde se incluye el movimiento hombros y torso junto con el de la cabeza, en ocasiones el movimiento puede ser tan violento, que da la impresión que los músicos se estuviesen agachando, es utilizado en grupos como Meshuggah, Lamb of God, Korn, Phil Anselmo y el fallecido guitarrista Dimebag Darrell.
- Invertido: Se trata de mover la cabeza en forma contraria de adelante hacia atrás, la única persona que se le ha visto realizarlo es a la excantante de la banda noruega Tristania, Vibeke Stene.

- Oscilación circular o molino de viento (molinillo): Oscilando la cabeza en un movimiento circular. Este estilo es conocido como el Molino de viento, Helicóptero o ventilador. En el death metal, viking metal y otros muchos géneros extremos, muchas bandas suelen utilizar este tipo de headbanging. Por ejemplo tenemos a Cannibal Corpse, Suicide Silence, Ensiferum, Amon Amarth, Dark Tranquillity, Apocalyptica y la más famosa realizada por Jason Newsted en sus años con Metallica cuando tenía el pelo largo. En mujeres que utilizan este estilo encontramos a Floor Jansen de Nightwish, Simone Simons de Epica, Alissa White-Gluz de Arch Enemy, Elize Ryd de Amaranthe y Tatiana Shmaylyuk de Jinjer.

- Estilo Drunk: Una forma de golpear la cabeza en direcciones al azar, como si la persona estuviese borracha. Este estilo es usado a menudo por Sid Wilson de Slipknot, aunque también era muy famosa la forma en que lo realizaba Kurt Cobain de Nirvana las varias ocasiones en que tenía el cabello largo.

- El latigazo: Una forma especialmente violenta de la tradicional "hacia arriba y hacia abajo" estilo, que se caracteriza por el pelo del headbanger desplazarse tan rápidamente al punto de ocultar su rostro. Este estilo ha sido utilizado por , Mick Thomson de Slipknot, Cliff Burton el fallecido bajista de Metallica, y también fue usado en pocas ocasiones por James Hetfield en la gira Damage, Inc Tour y Live in Seattle, Sergio Lázaro de la emergente banda de Metal Surface, y por George "Corpsegrinder" Fisher de Cannibal Corpse.

- El látigo: Similar al molino. El individuo mueve la cabeza en círculos pero baja despacio y sube rápido.

- El martillo Similar al látigo. El individuo mueve la cabeza y la mano incluyendo el brazo como si tuviera un martillo invisible como Till Lindemann de Rammstein o Angela Gossow, exvocalista de Arch Enemy.

- El martillo de tronco:En este movimiento no se utiliza el cuello, pero al ser un movimiento originado en la escena del rock/metal, es considerado como un headbang, en este movimiento sólo se utiliza el tronco para lograr el movimiento de headbang dando la impresión de estar agachándose o desplomándose. Los músicos al llegar con este movimiento lo más abajo posible, suben rápidamente incorporándose, en ocasiones se acompaña de algunos movimientos con las piernas. Para un mejor efecto visual, se utilizan los instrumentos con una correa lo más larga posible, dando la impresión de que los instrumentos tocaran el suelo. Este movimiento es utilizado en muchas bandas nu metal, siendo las más características Korn, Static-X, Mudvayne entre otros.

- El medio círculo o V: Balanceando la cabeza repetidamente de un lugar a otro en arco. Este estilo solía hacerlo Tom Araya de Slayer, pero debido a las lesiones en el cuello no podrá más nunca hacer ningún tipo de headbang, Olavi Mikkonen de Amon Amarth, James Root de Slipknot, Dino Cazares de Fear Factory, Sharon den Adel de Within Temptation y Charlotte Wessels de Delain.

- El "No-No": Agitando la cabeza de un lado a otro, azotando el pelo en cada movimiento. Lo usan Wayne Static de Static-X, Robert Trujillo (actual bajista de Metallica), Alexi Laiho de Children of Bodom, Mitch Lucker, John 5 en sus años con Marilyn Manson, Chris Broderick de Act Of Defiance y Megadeth, Bruce Dickinson en sus primeros años con Iron Maiden, entre otros. También puede usarse sin necesidad de tener pelo largo como el caso de Jeffrey Hatrix de Mushroomhead entre otros. También fue muy utilizado por la famosa banda The Beatles en su época.

- El demente: Sólo puede ser realizado por el que esté tocando un instrumento de pie; consiste en mover todo el cuerpo, sin importar dañarse, de acuerdo a lo que uno toque, incluyendo al instrumento. Por lo general, el movimiento se logra cuando el individuo "siente" lo que toca, llevándolo su propia música, junto a la de la banda, a actuar de aquella manera. Como máximos exponentes del "demente" se encuentran el fallecido voz/guitarra de Nirvana, Kurt Cobain; Angus Young guitarrista de AC/DC; Mark Arm, voz/guitarra de Mudhoney, banda pionera en el movimiento alternativo de Seattle; el guitarrista de los Red Hot Chili Peppers, John Frusciante; entre otros.

- El bajo perfil: Similar al "arriba y abajo" en la que los movimientos del individuo son más cortos pero reconocible. Suele hacerlo Dave Mustaine de Megadeth, Peter Lindgren de Opeth, Dave Murray de Iron Maiden, Ozzy Osbourne con Black Sabbath y Kirk Hammett de Metallica

## Precaución
Al hacerlo durante un tiempo prolongado puede causar daños serios en el cuello o cabeza y hasta en la espalda, incluso se reportaron casos de derrames cerebrales.